# جيمس آلن
جيمس ألين (بالإنجليزية: James Allen)‏ (28 نوفمبر 1864 - 24 يناير 1912 م) هو كاتبًا فلسفيًا بريطانيًا معروفًا بكتبه وشعره الملهمين وكرائد في حركة المساعدة الذاتية، حيث أنتاج أفضل أعماله والمعروف بكتاب الإنسان كما يفكر يكون ونشره في عام 1903م. لقد كان مصدر إلهام للمؤلفين التحفيزيين والمساعدة الذاتية.